# Coelambus parallelogrammus
Coelambus parallelogrammus är en skalbaggsart som först beskrevs av Ahrens 1812.  Coelambus parallelogrammus ingår i släktet Coelambus, och familjen dykare. Arten är reproducerande i Sverige.